# Œdicnème du Sénégal

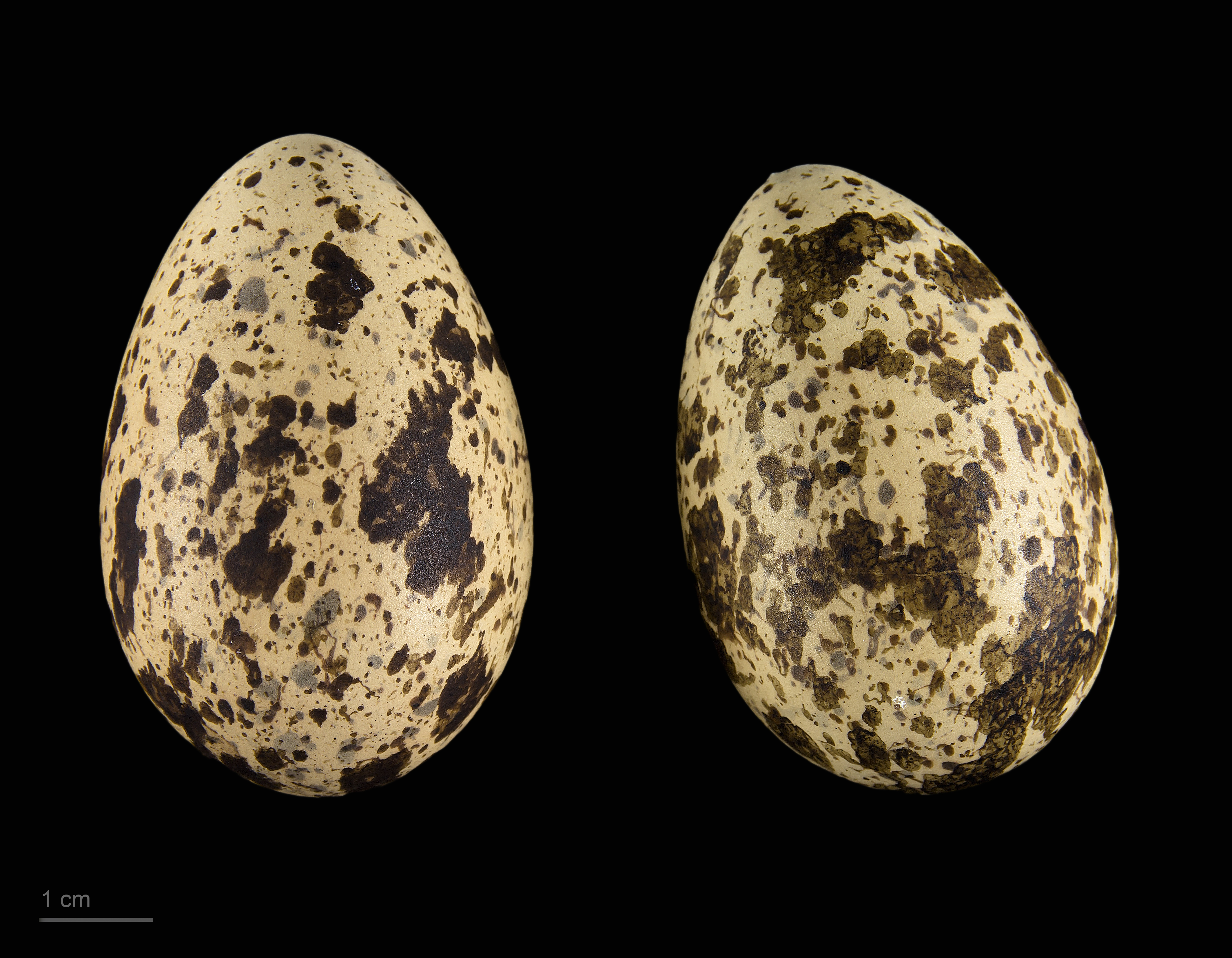
Œufs de Burhinus senegalensis - Muséum de Toulouse

Burhinus senegalensis
Espèce
Statut de conservation UICN

 LC  : Préoccupation mineure
L'Œdicnème du Sénégal (Burhinus senegalensis) est une espèce d'oiseaux limicoles de la famille des Burhinidae.
Cet oiseau est répandu à travers la partie nord de l'Afrique subsaharienne et la vallée du Nil.